# Sue (Or in a Season of Crime)
"Sue (Or in a Season of Crime)" é uma canção do músico britânico David Bowie, lançada como single principal da compilação Nothing Has Changed. de 2014. A primeira execução pública da faixa ocorreu em 12 de outubro de 2014, apresentada por Guy Garvey, da BBC Radio 6 Music, e contém participação da Orquestra de Maria Schneider. Versões regravadas da canção e de seu Lado B, "'Tis a Pity She Was a Whore", estão presentes no vigésimo quinto álbum de Bowie, Blackstar.
Nos Grammy Awards de 2016, "Sue (Or in a Season of Crime)" venceu o Grammy de Melhor Arranjo, Instrumental e Vocal para Maria Schneider.

## Faixas
| Lado A |                                 |         |  |
| N.º    | Título                          | Duração |  |
| 1.     | "Sue (Or in a Season of Crime)" | 7:24    |  |

| Lado B |                                              |         |  |
| N.º    | Título                                       | Duração |  |
| 1.     | "'Tis a Pity She Was a Whore"                | 5:27    |  |
| 2.     | "Sue (Or in a Season of Crime)" (Radio edit) | 4:01    |  |

## Créditos[3]
- David Bowie – vocals

Orquestra de Maria Schneider
- Maria Schneider – arranjos, maestrina
- Donny McCaslin – tenor solista
- Ryan Keberle – trombone
- Jesse Han – flauta, flauta alto, flauta baixo
- David Pietro – flauta alto, clarinete, saxofone soprano
- Rich Perry – saxofone tenor
- Donny McCaslin – saxofone soprano, saxofone tenor
- Scott Robinson – clarinete, clarinete baixo, clarinete contrabaixo
- Tony Kadleck – trombeta, fliscorner
- Greg Gisbeert – trombeta, fliscorne
- Bob Haas – trombeta, fliscorne
- Mike Rodriguez – trombeta, fliscorne
- Keith O'Quinn – trombone
- Ryan Keberle – trombone
- Marshall Gilkes – trombone
- George Flynn – trombone baixo, trombone contrabaixo
- Ben Monder – guitarra
- Frank Kimbrough – piano
- Jay Anderson – baixo
- Mark Guiliana – bateria